# Gordon Blumenschein
Gordon „Gord“ Blumenschein (* 18. Juni 1956 in Winnipeg, Manitoba) ist ein ehemaliger deutsch-kanadischer Eishockeyspieler und -trainer, der in seiner aktiven Zeit von 1972 bis 1992 unter anderem für den EHC Essen-West und den Kölner EC in der Eishockey-Bundesliga gespielt hat. Sein Neffe Kristian Blumenschein ist ebenfalls Eishockeyspieler.

## Karriere
Gordon Blumenschein, dessen Mutter aus Deutschland stammt, begann seine Karriere als Eishockeyspieler bei den Winnipeg Jets (später Winnipeg Clubs und Winnipeg Monarchs), für die er von 1972 bis 1976 in der kanadischen Juniorenliga Western Canada Hockey League aktiv war. Anschließend wurde er im WHA Amateur Draft 1976 in der sechsten Runde als insgesamt 72. Spieler von den Edmonton Oilers ausgewählt, für die er allerdings nie spielte. Stattdessen lief er von 1976 bis 1978 je eine Spielzeit lang für die Baltimore Clippers in der Southern Hockey League sowie die Transcona Chargers in der CSHL auf. Nach einem Jahr bei der University of Manitoba ging Blumenschein 1979 nach Deutschland. Das Angebot, im Herkunftsland seiner Mutter zu spielen, erhielt er, als deutsche Vereine systematisch in Nordamerika nach Spielern deutscher Abstammung suchten. Sein Bruder wechselte gleichzeitig mit ihm nach Deutschland, ging aber zwei Monate später nach Kanada zurück. Gordon Blumenschein stand in den nächsten sechs Jahren für den EHC Essen-West in der 2. Eishockey-Bundesliga bzw. nach dessen Aufstieg in der Saison 1984/95 in der Eishockey-Bundesliga auf dem Eis.
Nachdem Blumenschein in der Saison 1985/86 für den Kölner EC in 45 Spielen 23 Scorerpunkte, davon sechs Tore, erzielt hatte, spielte er drei Jahre lang für den Zweitligisten EC Bad Nauheim. In der Saison 1989/90 wechselte der Rechtsschütze innerhalb der 2. Bundesliga vom ERC Westfalen Dortmund zum ECD Sauerland. Zuletzt spielte er von 1990 bis 1992 für Bad Nauheim, wo er im Alter von 36 Jahren seine aktive Karriere beendete. Während der Saison 1990/91 war er bereits parallel zu seiner Tätigkeit als Spieler Cheftrainer für Bad Nauheim gewesen und stieg mit seiner Mannschaft aus der Eishockey-Oberliga in die 2. Bundesliga auf. In der Saison 1992/93 übernahm der Deutsch-Kanadier den Posten als Cheftrainer bei seinem Ex-Club aus Essen, wurde jedoch im Saisonverlauf durch Peter Gailer abgelöst. Anschließend übernahm er das Traineramt von Wilbert Duszenko beim EC in Hannover. Bereits in der folgenden Spielzeit musste er Hartmut Nickel weichen.
Er betreute den EHC Salzgitter als Trainer, im Januar 1996 wurde Blumenschein Trainer des Hamburger SV. Im Sommer 1996 übernahm er bei den Crocodiles Hamburg (Regionalliga) das Traineramt. 1997 ging er nach Winnipeg zurück. Er wurde als Lehrer, als Hausmeister und Immobilienmakler tätig.

## Erfolge und Auszeichnungen
- 1984 Aufstieg in die Eishockey-Bundesliga mit dem EHC Essen-West
- 1991 Aufstieg in die 2. Eishockey-Bundesliga mit dem EC Bad Nauheim